# Акіта (порода собак)
Акіта, іноді акіта-іну (яп. 秋田犬, あきたいぬ) — порода собак, що була виведена кінологами у провінції Акіта на японському острові Хонсю. Це одна з найбільших японських собак зі шпіцеподібних. Продовж тривалого часу їх залучали до полювання на великих звірів: кабана, оленя, ведмедя. У минулому таких собак називали «матагі кен». У перекладі з японської «матагі» — мисливець на великого звіра. Ймовірно, що ця порода дуже давня. Про це свідчать дані археологічних досліджень, в результаті яких були знайдені рештки шпіцеподібних собак, які датуються приблизно другим тисячоліттям до нашої ери. Крім цього, знайдено стародавні малюнки собак, які дуже нагадують сучасний вигляд цієї породи, а генетичні дослідження показали, що акіта — одна з 14 найдавніших порід собак.
Перший клуб любителів цієї породи був заснований в Японії ще в далекому VI столітті, його завданням було зберігати і розвивати мисливські навички цих собак. Племінні книги почалися вестися теж дуже рано — в XV ст. в них вже записували клички, забарвлення, походження та деякі інші відомості.
Під час Другої світової війни частіше використовували німецьких вівчарок і власники акіта стали схрещувати їх з ними. Після Другої світової війни порода розділилася на три типи: акіта матагі, бійцівський акіта, акіта-вівчар (акіта матагі, схрещений з німецькою вівчаркою).
Зараз порода розділена на три типи:
- бійцівська акіта
- акіта матагі
- вівчарка-акіта

## Легендарний Хатіко
У 1932 році на всю Японію прославився акіта Хатіко. Після смерті господаря пес протягом 9 років приходив на станцію і чекав на його повернення з роботи.
За рік по смерті Хатіко біля станції Сібуя був встановлений пам'ятник, що став місцем зустрічей закоханих. Образ цього собаки став прикладом самовідданої любові й вірності. Менш відомий пам'ятник встановлено на привокзальній площі міста Одате.
Також встановлено пам'ятник біля будинку, де народився Хатіко, в місті Одате.
Про Хатіко знято кілька кінофільмів, у тому числі голлівудський з Річардом Гіром у головній ролі.
Опудало Хатіко зберігається в Токійському художньому музеї.

## Характеристика породи
Енергійний, незалежний, життєрадісний і сміливий собака з урівноваженим характером і високим рівнем інтелекту. До чужих людей ставиться насторожено, виявляє пильність. Під час виховання потрібно виявляти наполегливість і витримку. Ці тварини мають досить незалежний, гордий, але водночас ласкавий і добрий характер, який формувався протягом довгих років. Їх не назвеш типовими: ці чотириногі вихованці дуже грайливі в дитинстві, але з віком вони знаходять неймовірно глибокий запас мудрості, який і дозволяє їм перетворюватися на терплячих, розумних і високорозвинених тварин.
Одна зі складнощів породи — бажання домінувати в собачому середовищі. При цьому залучаються визначні бійцівські якості собаки.
Пам'ятайте, що взаємини з акіта-іну будуються за принципом рівності: вона не потребує зайвої ніжності, але цінує вашу щирість, доброту і турботу. У її розумінні ви не вигулюєте акіту, а гуляєте разом, як «хороші друзі». За всю вашу турботу вона віддає всю свою відданість і захист, яким здатна забезпечити свого кращого друга, тобто свого господаря.

### Стандарт МКФ

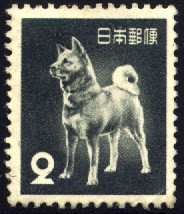
Акіта на японській марці 1953

Станом на 30 червня 2009 року діє стандарт МКФ № 25 від 02.04.2001.
Нижче наведені уривки з цього стандарту:
- Загальний вигляд: великий собака, добре збалансований, потужної й міцної будови: вторинні статеві ознаки сильно виражені; собака має благородний вигляд, володіє скромністю і почуттям власної гідності; тип конституції міцний.
- Базові розміри: відношення висоти в холці до довжини корпусу (від плечового виступу до сідничного горба) становить 10:11, при цьому у самиць корпус довший, ніж у самців.
- Характер і темперамент: характер стриманий, вірний, сприйнятливий.
  - Морда: помірно-довга, потужна, з широкою основою, звужується до носа, але не загострена.
  - Ніс: великий та чорний. Незначна розсіяна депігментація допускається тільки при білому забарвленні, при цьому прийнятніший чорний ніс.
  - Очі: порівняно невеликі, підняті зовнішні куточки надають їм майже трикутну форму, помірно-розставлені, темно-карі (чим темніші, тим кращі).
  - Вуха: порівняно невеликі, товсті, трикутної форми зі злегка закругленими кінчиками, помірно-розставлені, стоячі, нахилені вперед.
- Корпус: спина пряма і міцна, поперек широкий і м'язистий, груди глибокі, з добре розвиненою передньою частиною, ребра помірно-вигнуті.
- Хвіст: високо посаджений, товстий, енергійно закинутий на спину, в опущеному стані кінчик хвоста майже дістає до скакальних суглобів.
- Шерстяний покрив:
  - Шерсть: покривне волосся жорстке і пряме, підшерстя м'яке і густе, шерсть на загривку і крижах трохи довша, шерсть на хвості довша, ніж на корпусі.
  - Забарвлення: рудо-польове, сезам (рудо-польове волосся з чорними кінчиками), тигрове.
- Розмір: зріст в холці:
  - Самці: 67 см.
  - Самки: 61 см (допускається відхилення від вищенаведених розмірів не більше 3 см в будь-яку сторону).

## Догляд
Акіта чудово почувається як у міській квартирі, так і на вулиці у вольєрі. Шерсть не вимагає складного догляду — достатньо прочісувати її один раз на тиждень. Під час сезонного линяння потрібно прочісувати частіше — 2-3 рази на тиждень, допомагаючи собаці позбутися відмерлої шерсті.